# Superodontella montemaceli
Superodontella montemaceli is een springstaartensoort uit de familie van de Odontellidae. De wetenschappelijke naam van de soort is voor het eerst geldig gepubliceerd in 1992 door Arbea & Weiner.